# Aleksander Šeliga
Aleksander Šeliga (Celje, RFS de Yugoslavia, 1 de febrero de 1980) es un exjugador y actual entrenador de fútbol esloveno. En su etapa como jugador profesional se desempeñaba como guardameta. Actualmente trabaja como entrenador de porteros del NK Celje.

## Trayectoria
Jugó la mayor parte de su carrera en el club de su ciudad natal, el NK Celje, de la Primera Liga de Eslovenia. Con este club participó en la Liga Europa de la UEFA. En 2005, fichó para el  Slavia Praga, pero después de un período sin éxito con el equipo checo, volvió al Celje.
En el verano de 2009, se puso a prueba en dos clubes de los Países Bajos. El primer club fue el SC Heerenveen, quien se encontraba en necesidad desesperada de un portero. Después de entrenar con este equipo, no consiguió un contrato. El segundo club en el que probó suerte fue Sparta Rotterdam, que también necesitaba un portero, después de que Cássio Ramos regresara al PSV Eindhoven tras finalizar el préstamo. Después de una breve pasantía, firmó un contrato por dos años. En su primera temporada con el Sparta (2009-10), fue elegido como primer arquero por el director técnico Frans Adelaar. En 2011, ficha por el Olimpija Ljubljana, club con el cual consiguió ganar la Primera Liga de Eslovenia en 2016. En 2018, fichó por el NŠ Drava Ptuj en calidad de cedido, aunque finalmente el equipo compraría su pase. Fue su último equipo, ya que se retiró a fines de 2018. Posteriormente, se convertiría en entrenador de porteros del NK Celje.

## Selección nacional
Fue internacional con la selección de fútbol de Eslovenia en un partido internacional.

### Participaciones en Copas del Mundo
| Mundial                        | Sede      | Resultado      | Partidos | Goles |
| ------------------------------ | --------- | -------------- | -------- | ----- |
| Copa Mundial de Fútbol de 2010 | Sudáfrica | Fase de grupos | 0        | 0     |

## Clubes

### Como jugador
| Club                     | País            | Año       |
| ------------------------ | --------------- | --------- |
| NK Celje                 | Eslovenia       | 1997-2005 |
| Slavia Praga             | República Checa | 2005-2006 |
| NK Celje                 | Eslovenia       | 2006-2009 |
| Sparta Rotterdam         | Países Bajos    | 2009-2011 |
| NK Olimpija Ljubljana    | Eslovenia       | 2011-2018 |
| → NŠ Drava Ptuj (cedido) | Eslovenia       | 2018      |
| NŠ Drava Ptuj            | Eslovenia       | 2018      |

### Como entrenador de porteros
| Club     | País      | Año |
| -------- | --------- | --- |
| NK Celje | Eslovenia | ¿-  |

## Palmarés

### Campeonatos nacionales
| Título                    | Club                  | País      | Año  |
| ------------------------- | --------------------- | --------- | ---- |
| Copa de Eslovenia         | NK Celje              | Eslovenia | 2005 |
| Primera Liga de Eslovenia | NK Olimpija Ljubljana | Eslovenia | 2016 |

### Distinciones individuales
| Distinción                                             | Año  |
| ------------------------------------------------------ | ---- |
| Portero del año en la Primera Liga de Eslovenia        | 2013 |
| Parte del equipo ideal de la Primera Liga de Eslovenia | 2013 |